# Kayla Banwarth
Kayla Banwarth est une joueuse de volley-ball américaine née le 21 janvier 1989. Elle mesure 1,78 m et joue au poste de libero. Elle totalise 12 sélections en équipe des États-Unis.

## Clubs
| Club                   | De        | À         |
| ---------------------- | --------- | --------- |
| University of Nebraska | 2006-2007 | 2009-2010 |
| Post Schwechat         | 2011-2012 | 2011-2012 |
| Dresdner SC            | nov 2012  | déc 2012  |
| Rabita Bakou           | 2013-2014 | 2013-2014 |

## Palmarès

### Équipe nationale
- Jeux olympiques
  -  2016 à Rio de Janeiro
- Championnat du monde
  - Vainqueur : 2014.
- Grand Prix mondial
  - Vainqueur : 2015.
  - Finaliste : 2016.
- World Grand Champions Cup
  - Finaliste : 2013.
- Coupe panaméricaine
  - Vainqueur : 2012, 2013[1]
- Championnat d'Amérique du Nord
  - Vainqueur : 2013, 2015.

### Clubs
- Championnat d'Autriche
  - Vainqueur : 2012.
- Championnat d'Azerbaïdjan
  - Vainqueur : 2014.

### Distinctions individuelles
- Coupe panaméricaine de volley-ball féminin 2013: Meilleure réceptionneuse[1].
- Championnat d'Amérique du Nord de volley-ball féminin 2015: Meilleure réceptionneuse[2].